# Экстракт зелёного кофе
Экстракт зеленого кофе — экстракт необжаренных зелёных зерен кофе. Используется в швейцарском водном процессе для декофеинизации. Также используется как пищевая добавка для похудения и как ингредиент в продуктах для похудения, но его эффективность и механизм действия остаются спорными.
Существуют некоторые доказательства его пользы для похудения, однако их качество оставляет желать лучшего. В 2014 году одно из испытаний, показывающих пользу, было отозвано, а спонсировавшая исследование компания Applied Food Sciences была оштрафована Федеральной торговой комиссией за необоснованные заявления о снижении веса и проведение некорректного исследования.
Экстракт зелёного кофе продается под различными торговыми марками, например Svetol, и входит в состав продуктов для похудения, таких как CoffeeSlender. Также его можно приготовить как настой из зелёных кофейных зерен.

## Влияние на здоровье
В обзоре 2011 года приводились предварительные доказательства того, что экстракт зелёного кофе способствует снижению веса, однако качество доказательств было низким. В этом обзоре были рассмотрены три опубликованных рандомизированных контролируемых исследования экстракта зелёного кофе с участием 142 участников, и был обнаружен небольшой эффект. В обзоре говорится, что необходимы более строгие и более продолжительные испытания для оценки эффективности и безопасности зелёного кофе в качестве добавки для похудения. Участникам исследований было рекомендовано ограничить свой рацион и увеличить физические нагрузки. Одно из испытаний было отозвано в 2014 году из-за сомнений в точности данных. Эти три испытания не сообщали о побочных эффектах, однако в обзоре было отмечено, что два участника из другого испытания вышли из-за побочных эффектов, таких как головная боль и инфекция мочевыводящих путей.
В более крупном обзоре 2017 года оценивалось влияние хлорогеновых кислот, основных фенольных соединений в экстракте зелёного кофе. В обзор входило исследование хлорогеновых кислот как в составе кофе, так и непосредственно в виде очищенного экстракта. Обзор показал несколько полезных эффектов, в частности, улучшение метаболизма глюкозы и липидов, а также антиоксидантное и противовоспалительное действие. В обзоре было отмечено, что потенциальные побочные эффекты как краткосрочного, так и долгосрочного приема ещё не были тщательно изучены, и что количество исследований, проведенных на людях, было ограниченным.

## История
В апреле и сентябре 2012 года The Dr.Oz Show сняло выпуск об экстракте зеленого кофе и провело собственное ненаучное исследование его эффективности. Впоследствии гостья этого шоу, Линдси Дункан, была оштрафована Федеральной торговой комиссией на 9 миллионов долларов за вводящие в заблуждение и необоснованные утверждения в отношении продуктов из зелёного кофе, продвигаемых на The Dr. Oz Show.

## Полемика
Журнал Fortune сообщил в июне 2014 года, что преимущества употребления экстракта зелёных кофейных зерен были в значительной степени опровергнуты исследованиями, и что экстракт зелёного кофе был предметом иска Федеральной торговой комиссии против компании из Флориды, а также предметом слушаний в Сенате против введения в заблуждение в рекламе товаров для похудения.
В мае 2014 года Федеральная торговая комиссия обвинила флоридских производителей продукта Pure Green Coffee в том, что они вводят в заблуждение потребителей ложными заявлениями о снижении веса. Федеральная торговая комиссия заявила, что обращение к исследованию Винсона вводит в заблуждение, поскольку серьезные методологические недостатки делают его результаты ненадежными.
17 июня 2014 года подкомитет Сената США по науке и транспорту провёл слушания по обсуждению продуктов для похудения и защиты потребителей. Во время слушаний экстракт зелёного кофе часто приводился в качестве примера «фальшивого» продукта. Когда Dr. Oz выступал в защиту своей поддержки экстракта зелёного кофе и других продуктов для похудения на своем шоу, сенатор Маккаскилл заявил, что «научное сообщество почти единогласно против вас в вопросе эффективности трёх продуктов, которые вы называете чудом». В ответ Dr. Oz заявил, что верит в силу этих продуктов, несмотря на отсутствие научных доказательств, что даёт своей аудитории те же советы, что и своей семье, и что его семья также принимает эти продукты." Он также сказал, что считает их «краткосрочными костылями… но без диеты и физических упражнений не существует долгосрочной чудодейственной таблетки».